# Всеобщая библиотека романов
«Всео́бщая библиоте́ка рома́нов» (фр. Bibliothèque universelle des romans, аббревиатура BUR) — книжная серия, выходившая в виде периодического издания в Париже с января 1775 по июль 1789 года четыре раза в год. На момент завершения включала 112 томов, каждый в двух частях (всего 926 текстов). Относительно малая цена подписки (три, а затем два ливра за выпуск) и большой тираж способствовали популярности издания за пределами Франции (почти полный комплект имелся в библиотеке А. С. Пушкина). Общее число подписчиков к окончанию издания составляло около четырёх тысяч. Извлечения из серии выходили в переводе на английский (2 тома, 1780) и итальянский языки (7 томов, 1790).
Автором концепции, генеральным директором и редактором «Библиотеки» являлся маркиз де Польми. Так как его общественное положение не позволяло выступать под собственным именем, представителем издателя выступал журналист Жан-Франсуа де Бастид. Из-за конфликта в редакции, с 1778 года издателем стал граф Луи де Трессан, а непосредственным составителем каждого выпуска — Бастид. Издатели поставили глобальную цель «представить читателям во всей полноте и своеобразии романы всех времён и народов». Планировалось, что каждый том серии будет представлять разные романные жанры в соответствии с разработанной классификацией, но структура выдерживалась непоследовательно, а в 1787 году вообще перестала выдерживаться. В начале своего существования «Библиотека» давала подробный исторический и литературоведческий комментарий к публикуемым романам, в дальнейшем это происходило далеко не всегда.
Изначально редакторы «Библиотеки» публиковали подробный исторический литературоведческий комментарий к печатаемым романам, превращая серию в подобие литературной энциклопедии. Объёмные тексты романов сокращались, цензурировались и приспосабливались к литературным вкусам XVIII века. Граф де Трессан особенно любил рыцарские романы и «Библиотека» сыграла огромную роль в печатном воспроизведении разнообразных средневековых текстов, включая артуровский цикл, вплоть до 1830-х годов оставаясь единственным изданием, делавшее доступными огромный по охвату свод, вплоть до лубочной литературы XVII века. Серия прекратила выходить незадолго до начала Великой французской революции из-за снижения качества издания и изменения интересов читающей публики. Во второй половине XX века появились исследования «Библиотеки», в 1969 году было выпущено её факсимильное издание в 28 томах (четыре страницы оригинала на разворот).

## Предыстория
Укоренение романного жанра на книжном рынке Франции, а затем и повышение статуса романов в культурной среде шло на всём протяжении XVIII века. В 1732 году группа консервативно настроенных клириков попыталась предать анафеме романы и писателей, работающих в этом жанре, не принеся никакого видимого эффекта. В те же годы во Франции огромным успехом пользовались английские романисты, особенно Филдинг, Ричардсон и Стерн, что также способствовало преодолению взглядов на сюжетную прозу как «низший жанр». Поворотным моментом в настроениях французской публики стал успех «Новой Элоизы» Руссо в 1761 году; в дальнейшем романы заняли прочное место в библиотечной классификации и стали получать официальное или полуофициальное одобрение королевской цензуры. Между 1734 и 1772 годами на французском языке вышли две рекомендательные библиографии, предназначенные для состоятельных людей, желающих собрать домашнюю библиотеку; в обеих романы занимали особый раздел, наряду с драматургией и поэзией. Трактат «Об употреблении романов» Никола Лангле де Френуа вышел в 1734 году в Амстердаме в момент наиболее серьёзной атаки консерваторов на беллетристику. Трактат Френуа включал теоретическую часть и рекомендательный библиографический список («Библиотека романов, сопровождаемая критическими замечаниями по их выбору и их изданиям»), по-видимому, первый в европейской литературе, посвящённый исключительно романам. Библиография охватывала колоссальный диапазон текстов, включая античную литературу, «Гаргантюа» Рабле («человека большого ума, но очень развращённого морально») и современные порнографические романы. Иногда встречаются ошибки: Френуа перепутал автора и героя «Робинзона Крузо», французский перевод которого появился в 1720 году. Справочник пользовался невероятным авторитетом: в сохранившихся каталогах 385 частных библиотек Франции «Об употреблении романов» представлен в ста двух из них.
В 1772 году в Авиньоне вышел справочник «Библиотека человека со вкусом, или Мнение о выборе лучших книг, написанных на нашем языке, по всем жанрам науки и литературы» Луи-Майоля Шодона, снабжённый библиографическими и биографические справками. Аббат Шодон был известен как консерватор, автор «Антифилософского словаря» (1767), но даже он не допускал мысли, что исключит романы из перечня «книг, о которых человек со вкусом должен иметь представление или даже обогатить [ими] шкафы в своём кабинете». Перечень избранных романов, впрочем, занимает всего сорок страниц (глава VII второго тома); весь первый том был посвящён ораторам и поэзии. Список Шодона включает почти исключительно французских писателей XVII—XVIII веков, там представлены: Гомбервиль, Ла Кальпренед, Скюдери, Вийдье, Лафайет, Ольне, Люссан, Тенсен, Прево, Лесаж, Мариво, Кребийон, Дюкло, Мармонтель и Руссо. Из иностранных писателей указаны лишь Сервантес, Ричардсон и Филдинг, а самых пытливых читателей отсылали к «Библиотеке аббата-циника Лангле [де Френуа]».
В 1738 году в Гааге началось издание «Сельской библиотеки, или развлечения ума и сердца» Жана Нольна; первое издание завершилось в 1742 году, второе вышло в Женеве в 1761 году в 17 томах под редакцией Контана д’Орвилля. Издание представляло собой полноценную библиотеку-серию, в которой тексты (романы, новеллы, стихотворения) публиковались целиком, сопровождаясь минимально необходимыми комментариями. Отбирались небольшие изящные тексты, в том числе переводные, обеспечивающие читателю разнообразие, например, «Принцесса Клевская» и «Дафнис и Хлоя», «Тайная история Жана де Бурбона» и «Мемуары графа де Граммона»; некоторые романы имели объём бо́льший, чем умещалось в одном томе. В 1760-е годы появились и другие «Библиотеки», однако часто это были сборники анекдотов (в трёх томах) или поэзии. Сильвен Марешаль выпустил в Париже «Библиотеку эротических од» (но её содержание далеко от фривольности). В 1762 году публиковалась даже «Детская библиотека» Годе. Вообще специфика книгоиздания XVIII—XIX веков способствовала популярности библиотек-серий, распространяемых по подписчикам. По подсчётам Дж. Клаппа, в Великобритании таких серий выпускалось 102, во Франции — 65.
«Всеобщая библиотека романов», начатая через три года после завершения Энциклопедии Дидро и д’Аламбера, фактически явилась литературной энциклопедией, сопоставимой по значимости с вышеназванной. Значение и уникальность замысла серии дополнялось своеобразием поставленной задачи — представить читателям во всей полноте романы всех времён и народов. Иными словами, создатели новой библиотеки-серии не захотели повторить очередной библиографический справочник и не стали пытаться перепечатать «все тексты, что накопились с течением веков». Взамен было решено «сделать романы известными, проанализировать, вычленить душу и представить, так сказать, в миниатюре». Мартин Холл назвал «Библиотеку…» предтечей современного «Ридерз дайджест». Издатели-редакторы решились представить публике наиболее эффектные со своей точки зрения выдержки из романов. Существенным отличием стало то, что BUR получила королевскую привилегию, тогда как все предыдущие справочники и библиотеки романов публиковались за пределами Французского королевства (Авиньон в то время был частью Папского государства). Процедура получения королевской привилегии включала передачу рукописи одобренного издания Хранителю королевской печати (в 1770-е годы это был Юэ де Миромениль). Официальным цензором «Библиотеки» являлся королевский ювелир Кребийон. Пошлина на получение привилегии стоила 101 ливр, взамен она предоставляла редакции монополию на издание в течение шести лет с возможностью продления. Простое цензурное разрешение стоило 6 ливров, но не давало монопольных прав; чаще всего использовалось дозволение по умолчанию, которое не обеспечивало гарантий от действий властей или злоупотреблений книготорговцев. При основании «Библиотеки» предпринимались попытки включить в редакционную коллегию Вольтера, но он отказался под предлогом отдалённости Ферне от Парижа.

## История создания и публикации

### Подписка и порядок выпусков

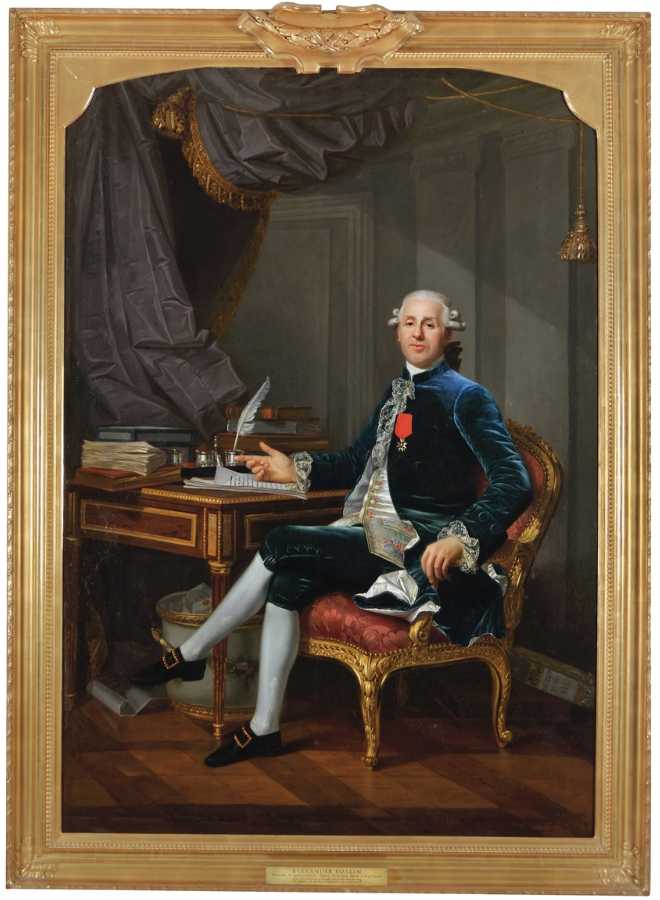
Александр Рослин. Портрет маркиза де Польми, 1780

Первый том «Библиотеки», опубликованный в июле 1775 года, включал Prospectus, в котором объявлялись условия подписки. Каждый том должен был включать «по крайней мере» девять печатных листов, набранный кеглем «Цицеро» форматом in-12 (95 × 135 мм); также анонсировалась периодичность издания: 1 числа каждого месяца и дополнительно 15-го числа января, апреля, июля и октября, то есть 16 выпусков в год, по два выпуска в томе. Стоимость годовой подписки 24 ливра в Париже и 32 ливра в провинции с бесплатной доставкой абонентам; для неподписавшихся стоимость тома равнялась 36 ливрам. В «Проспектусе» не содержалось никаких указаний на общее число запланированных томов или выпусков. Характер издания определялся как периодическое (так оно обозначалось на титульном листе) или даже «Журнал романов» (Journal des Romans). Учредители издания не указывались. Продолжительность и объём издания оставались неопределённым и в 1777 году. В рекламном проспекте этого года уточнялось, что желающие приобрести ранее изданные выпуски и тома могут подписываться на допечатку, полную или частичную, либо подписаться на текущие выпуски «Библиотеки…» В этом же проспекте подчёркивалось, что BUR представляет собою «сборник, а не журнал», поэтому не имеет значения, с какого тома начинать чтение. Если в оригинальном первом выпуске говорилось только, что «Библиотека…» издаётся «щедротами знатной особы, владеющей самым полным собранием книг всех жанров», то в позднейших перепечатках инкогнито было раскрыто и прямо называлось имя бывшего военного министра Антуана Рене де Вуайе д’Аржансона, маркиза де Польми. В конце второго тома (июльский выпуск 1775 года) была помещена королевская привилегия от 7 июля, предоставляющая книготорговцу Лакомбу шестилетнюю монополию на издание «Всеобщей библиотеки романов». Однако в Реестре привилегий Французского королевства субъектом монополии именовался Жан-Франсуа де Бастид, журналист «Mercure de France», и сохранившаяся документация не позволяет понять, чья инициатива — маркиза или журналиста — стала движущей силой издания. Отношения между ними также не слишком ясны. В редколлегии также состоял граф Луи де Трессан. Судя по косвенным признакам и предисловию к июньскому выпуску 1779 года, маркиз де Польми определял состав состав томов, предоставлял необходимые материалы; судя по редакционным материалам, маркиз, по крайней мере, до 1786 года принимал участие в подготовке текстов, корректировал рукописи и сам писал предисловия и комментарии. Очевидно, что профессиональный журналист Бастид также не мог быть просто подставным лицом для знатного маркиза и графа де Трессана. Вероятно, именно граф, ценитель средневековой литературы и друг де Польми, стоял у истоков конфликта, который привёл в декабре 1778 года к расколу в редколлегии и изменению политики издания. Характер конфликта неясен, его причиной могли быть как огромные долги, наделанные Бастидом (который и впоследствии щедро тратил средства редакции на личные нужды), так и доктринальные различия, когда де Польми и де Трессан не могли договориться о характере сокращений и изменений в публикуемых текстах. Бастид в этом случае выступал посредником, но неудачно. Вдобавок, Лакомб в том же 1778 году обанкротился, и издание перешло в типографию Шарля-Жозефа Панкука. В итоге маркиз покинул издание и увёл из «Библиотеки» часть сотрудников. Бастиду и Трессану удалось сохранить высокие академические стандарты при издании рыцарских романов. Маркиз Польми в 1779 году начал издание «Смеси, извлечённой из большой библиотеки» (Mélanges tirés d’une grande bibliothèque, 69 томов, 1779—1787). С начала 1779 года единственным ответственным за издание остался Жан-Франсуа де Бастид, который разъяснял новую политику своим подписчикам в январском выпуске, заверяя, что серия будет продолжена, ибо для нужд издателя открылась королевская библиотека и несколько книжных собраний знатных особ. «Библиотека» выходила после этого ещё десять лет и прервалась в июне 1789 года, по-видимому, из-за начала революционных событий во Франции, которые резко поменяли читательские интересы и запросы широкой публики.

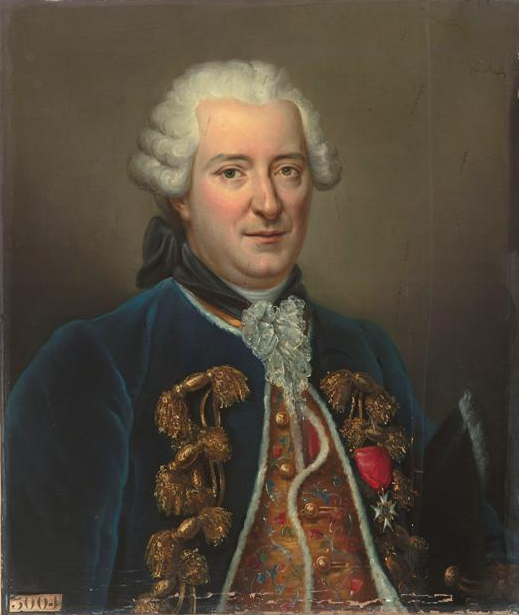
Жан-Батист Герен. Портрет графа де Трессана

До кризиса 1778—1779 годов в «Библиотеке» вышло 56 томов, а всего за четырнадцать лет редколлегия выпустила 112 томов (то есть 224 выпуска). Нумерация томов «Всеобщей библиотеки романов» сохранялась единой; очерёдность и периодичность издания выдерживалась до самого конца. Единственным исключением был 45-й том: в январе 1781 года он не вышел, а соответствующий номер получил сдвоенный том за февраль и март. С 94-го тома (1787) деление томов на выпуски стало формальным, титульный лист очередного выпуска мог быть помещён в середине текста романа. С 1788 года прекратилось указание точной даты публикации из-за возросшего числа задержек. С этого же года нумерация страниц стала непрерывной в каждом томе (майский выпуск 1788 года включал страницы 1—240, июньский — 241—406). В томе 107 вообще нет титульного листа и оглавления, в последующих томах — вплоть до последнего, — оглавление не соответствовало постраничному расположению произведений. В среднем каждый выпуск включал 208—215 страниц, хотя объём мог варьироваться: майский выпуск 1781 года включал 180 страниц, а августовский 1776 года составил 262 страницы. 224-й финальный выпуск «Библиотеки» целиком занят «Алфавитным указателем», то есть последние литературные тексты увидели свет в майском выпуске за 1789 год (№ 223). Практически в каждом выпуске помещены условия подписки — либо в примечаниях, либо на титульной странице, либо на обороте титульного листа. Напоминания подписчикам о продлении абонемента регулярно печатались в июньском, а иногда повторялись в декабрьском выпусках за каждый год. В декабрьском выпуске 1779 года даже разъяснялась система подписки, в которой упоминалась жеребьёвка, указывался адрес (улица Матюрен, дом № 7) и ответственное лицо — типограф Жан-Франсуа Бастьен. Стоимость подписки оставалась неизменной, однако абонентов призывали оплачивать почтовые расходы при доставке. В январе 1778 года была предложена подписка за уже опубликованные шестьдесят выпусков за 60 ливров, но сумма отпугивала потенциальных заказчиков и была снижена до 40 ливров. Кроме того, в апреле 1780 года Бастид предлагал существенные скидки для подписчиков на дополнительный тираж выпусков за первые четыре года издания, от июля 1775 до июня 1779 года, а подписка на последующие годы шла по обычному тарифу. В марте 1778 года редактор Бастид опубликовал ответ критикам и абонентам, жалующимся на утерю томов при пересылке. Он заявил, что во многих случаях виноваты слуги, которых так увлекало чтение, что они не возвращали новые выпуски своим хозяевам.

### Цензура и завершение проекта
Регулярный выпуск томов зависел и от работы королевского цензора. До апрельского выпуска 1777 года цензуру осуществлял романист Кребийон-сын (скончавшийся 12 апреля этого года). Его дозволение печаталось в конце каждого выпуска и обычно датировано последним днём месяца, предшествующего указанному на титульном листе, или 14-м числом текущего месяца в случае дополнительных выпусков. Такой же порядок поддерживал цензор выпусков с мая 1777 года по декабрь 1778 года историк Юбер-Паскаль Амейлон. После кризиса и выхода маркиза де Польми из редакции цензором стал аббат де Санси, дозволения которого нередко имеют одну и ту же дату. Например, февральский и мартовский выпуски 1779 года допущены к печати 30 января того же года. «Кассандра» Ла Кальпренеда вошла в три выпуска второй половины 1780 года, разом одобренных 31 сентября. В марте 1781 года возникла заминка (выпуск был подписан только 29 числа), однако четыре следующих тома дозволены постановлением с единой датой. В дальнейшем аббат подписывал дозволения к печати 22-го, 26 или 28 числа каждого месяца. Следующим цензором (с февраля 1784 года) стал врач Ролен-сын, который выписывал цензурные разрешения практически накануне рассылки каждого выпуска. С февраля 1786 года редакция старалась брать у него дозволения «авансом», но это не всегда получалось. Возможно, что просьба абонентам о повторной подписке в июне 1786 года была связана с прохождением цензуры. В октябре 1786 года цензором был назначен географ Этьен-Андре Филипп де Прето, которого очень быстро сменил Никола-Жозеф Селис, который подписывал разрешения с большим опозданием. Февральский выпуск 1787 года был подписан 7 апреля, мартовский выпуск того же года — 7 мая, а апрельский (первый из двух) — 30 июня, тогда как дополнительный апрельский вообще в августе. Далее задержка только возрастала: февральский выпуск 1788 года получил формальное цензурное одобрение 15 февраля 1789 года. Профессор Ангус Мартин (Сиднейский университет) полагал, что задержки с цензурным разрешением и исчезновение разделения на тома, а также «упрощение» издания после июля 1787 года как-то связаны между собой. 15 ноября 1788 года в «Меркюр де Франс» вышел новый проспект «Библиотеки», в котором объявлялось о реорганизации издания, но без каких-либо подробностей. Впрочем, абонентов уведомляли, что «обязательства, взятые на себя подписчиками, считаются священными», и все недостающие выпуски будут переданы заказчикам до конца января следующего года в количестве двух в месяц. Из уведомления также следует, что был уволен Бастид, но о новых руководителях редакции и издателях не сообщалось ничего. Цена подписки — 24 ливра — подтверждалась и объявлялась неизменной, несмотря на некие «меркантильные спекуляции, позорящие дело литературы».
В рекламном разделе Mercure de France от 13 декабря 1788 года сообщалось, что подписчикам высланы выпуски от августа, сентября и октября 1787 года. В том же издании 14 марта 1789 года объявлено о печатании выпусков за январь и февраль предыдущего, 1788 года, а в июне 1789 года анонсировались выпуски «Библиотеки» за апрель, май и июнь 1788 года. Из этого следует, что истинные даты издания выпусков BUR вплоть до июньского за 1789 года, неизвестны, а физически издание было завершено, вероятно, к началу 1790 года. Имя издателя Бастьена не упоминалось с августовского выпуска 1788 года.

### Издатели и вопрос о допечатках
Ангус Мартин отмечал, что комплекты BUR, сохранившиеся в крупнейших библиотеках, зачастую неполны и собраны из выпусков, напечатанных в разное время. Из-за увеличения числа абонентов, а также принципиальной позиции редакции, которая до 1781 года настаивала на энциклопедическом характере издания, ранние выпуски «Библиотеки» постоянно допечатывались, что делает изучение этих переизданий едва ли возможным. Полной перепечатки всех выпусков, по-видимому, не осуществлялось. Последовательная перепечатка выпусков за 1777 и 1778 годы анонсирована в январском выпуске 1778 года, где подписчикам напоминали, что допечатка 40 выпусков завершена. А. Мартин выявил, что в оригинальных выпусках июля 1775 — марта 1777 годов указано только имя книгопродавца Лакомба и адреса редакции по улицам Кристин (до декабря 1776 года) и Турнон. Печатником на последней странице выпуска неизменно указывался Ламбер на улице Лагарп. С апреля 1777 года существовала контора на улице Фур-Сент-Оноре, в основном для работы с парижскими подписчиками, и поэтому перепечатки легко обнаружить: на титульном листе Бюро на улице Фур-Сент-Оноре указывалось ранее имени Лакомба. Редакция просуществовала на улице Турнон до середины 1779 года, но Лакомб исчез из выходных данных с мая 1778 года; книгопродавец и печатник Мутар с улицы Матюрен заменил Ламбера с января 1779 года. Адрес редакции с июльского выпуска 1779 года указывался на улице Нёв-Сент-Катрин. Параллельно с июня 1779 года упоминается и имя печатника Демонвийля, который занимался перепечаткой более ранних выпусков, но редко упоминался в новых томах. Ангус Мартин, исследовав двадцать комплектов «Библиотеки», обнаружил значительный разнобой в указаниях дат на титульных листах 1775—1780 годов и адресов печатников и редакции. Иными словами, в перепечатках не воспроизводились дословно выходные данные, а давались актуальные на тот момент адреса редакции и имя книгопродавца и типографа, что диктовалось коммерческими соображениями. Общее число печатников (иногда связанных родственными узами друг с другом) и типографий, которые осуществляли перепечатки, выделенное А. Мартином, превышает полтора десятка.
После январского выпуска 1781 года практика допечаток отдельных выпусков, последовательно или вразнобой, видимо, прекратилась. После кризиса 1787 года, задержавшего публикацию более чем на год, в выходных данных указывалась только следующая простая формула: «Бастьен, улица де Матюрен», помещённая в 15 задержанных выпусках, анонсированных в «Меркюр де Франс». Наконец, последние выпуски, датированные 1789 годом, лишены даже имени типографа, адрес редакции указан на улице Пуатвен.
После 1782 года несколько раз предпринимались попытки «перезапуска» всей серии. В апрельском выпуске 1782 года подписчикам предложили более дорогой вариант издания в формате кварто на дорогой бумаге и в роскошном оформлении, которое бы получали и в дальнейшем; предполагалось перевести в такой же формат выпуски за шесть предыдущих лет. Спонсором этого предприятия был назван испанский граф Вильяэрмоса, и библиографам известны, по крайней мере, два роскошных тома, включающие выпуски за июль — декабрь 1775 года, предполагалось отпечатать и третий у Дидо. Впрочем, число подписчиков и полученная прибыль заставили отказаться от этого проекта, а редакция объявила о распродаже оставшихся на складах разрозненных выпусков по цене 10 солей. Кроме того, в августе 1782 года аудитории было предложено перепечатать 112 выпусков за период февраля — ноября 1783 года по цене 40 % от номинала; тираж ограничивался числом подписчиков. Потенциальных абонентов завлекали формулой: «при заказе четырёх комплектов пятый бесплатно», а для книготорговцев эта формула выглядела так: «шесть подписок дают седьмую бесплатно». Впрочем, А. Мартин полагал, что переиздание так и не состоялось. В апрельском выпуске за 1787 год (фактически вышедшем в августе) анонсировалась версия ин-октаво, которая не отменяла выпускаемого in-12. Версия 1787 года был, вероятно, последним экспериментом такого рода: специалистам известно существование двух июльских выпусков 1787 года и версия июльского выпуска за 1775 год.

## Принципы составления. Содержание

### Объём и принципы комплектования
К окончанию издания было напечатано 926 текстов суммарным объёмом в 43 000 страниц (по другим подсчётам — 46 700), в последнем выпуске помещён алфавитный список всех опубликованных текстов. Изначально маркиз Польми собирался использовать для издания свою личную библиотеку, тексты которой могли заполнить выпуски на много лет вперёд. Показателем коммерческого успеха романного жанра стала популярность «Новой Элоизы». После ухода Польми комплектование Библиотеки стало более случайным, будучи зависимым от пожеланий публики и качества текстов, пожертвованных редакции из частных библиотек. В 1780 году берлинские подписчики потребовали расширить круг немецких романов, представленных в серии, и даже оплатили несколько выпусков.

### Классы и типы представленных текстов
Концепцию издания разработал маркиз Польми. Она была изложена в «Проспекте», увидевшем свет в первом выпуске. Жанр романа был определён как «основной и вечный». Однако под термином roman понимался любой повествовательный текст вообще, — и в Библиотеке появился «Ад» Данте. Так же широко трактовался и жанр рыцарского романа: Трессан включил в Библиотеку «Деяния Карла Великого». При этом вплоть до начала 1830-х годов Библиотека оставалась единственным широко доступным изданием, в котором публика могла ознакомиться с Артуровским циклом, историей Тристана и Изольды и так далее. Рожер Пуарье, анализируя структуру первых томов «Библиотеки», установил, что предложенная классификация романов восходила к библиографии Дюфренуа, которая была существенно упрощена и перекомпонована. Польми изначально разделил все публикуемые тексты на восемь классов, которые должны были указывать в заголовках каждого из разделов каждого выпуска:
1. Романы греков и римлян;
2. Рыцарские романы;
3. Исторические романы;
4. Романы о любви;
5. Романы духовные, моральные и политические;
6. Романы сатирические, комические и буржуазные;
7. Исторические новеллы и сказки;
8. Романы о чудесах.

Каждой из категорий давалось подробное толкование. По первоначальному замыслу в каждом томе должны быть представлены все классы: по 4 в каждом выпуске. Такое деление удалось выдержать только в первых двух томах; далее классификация начала меняться. Так, в сентябрьском выпуске 1775 года восьмая категория была представлена восьмистраничной заметкой без отрывков из оригинального литературного текста. Декабрьский выпуск за 1775 и январский за 1776 годы не имели текстов шестого класса, в мартовском выпуске 1776 года пропущены третий, четвёртый и восьмой классы, а в августовском — второй. Иногда это объяснялось тем, что публикуемый текст оказывался слишком длинным, и занимал весь объём выпуска. С июля 1777 года античный класс был расширен до всей не-французской литературы, в итоге составив около четверти всего объёма издания. Январский выпуск 1778 года анонсировал расширение класса «французских романов о любви», которые планировалось публиковать в алфавитном порядке, в том году четвёртый класс оказался надолго заброшенным. В 29-м томе классов не было вообще, далее систему вновь стали применять, но к 94-му тому вновь отказались от классификации. Отчасти для этого были объективные причины: количество сохранившихся античных текстов было ничтожно, для редакции были малодоступны немецкие и скандинавские тексты, при переизбытке испанских рыцарских романов. Содержание Библиотеки классифицируется так: 22,3 % — переводы с иностранных языков; 11,3 % — исторические романы; 14,6 % — любовные романы; 24,6 % — романы духовные и политические; 3,9 % — сатирические романы; 2,4 % — современные романы; 2,8 % — романы о чудесах; не поддающиеся классификации — 16,1 %. Практически все публикуемые тексты в первые годы выдерживали единый формат, выражавший, по замечанию Вероники Сигу, базовое противоречие издания между его популярностью и научным содержанием: стремление сделать серию доходной, угождая вкусам читателей, и одновременно просветительская миссия. За редким исключением, текст романа представлялся в форме «экстракта» (фр. l’extrait), иногда именуемого «миниатюрой». Обычно там резюмировалось содержание и давалась биографическая справка об авторе (объёмом от одной до четырёх страниц), нередко встречалась информация об изданиях, французских переводах или переводах французской литературы на иностранные языки. Если к экстракту прилагалась историко-критическая справка, она включала характеристику историческог контекста, иногда комментарий к отдельным событиям, упоминаемым в произведении, а также резюмировалась мораль или выделялись противоречия источника. Средневековые тексты снабжались словариками с разъяснением старофранцузских слов. Со временем комментарии сокращались. «История Тома Джонса, найдёныша» публиковалась без указания времени написания и даже имени автора — Филдинга, и это не единичный пример.
Подборка текстов была сравнительно консервативной. Хотя в составе Библиотеки увидели свет «Дафнис и Хлоя», «Золотой осёл», равно и «Гаргантюа и Пантагрюэль», в корпусе преобладали рыцарские романы и классицистские тексты, выдержанные в духе Скюдери. Были опубликованы некоторые произведения писателей XVIII века — Лесажа, Прево, Мариво, но ни одного текста Вольтера и Руссо. Всего в Библиотеке представлены 130 французских авторов, около 29 000 страниц текста.

#### Рыцарские романы
Порядок публикации рыцарских романов в «Библиотеке» следовал библиографии Лангле Дюфренуа: в первых выпусках (до октября 1777 года) печатались тексты из цикла Круглого стола, а далее выходили произведения, посвящённые Карлу Великому. Впрочем, публикация средневековых текстов после 1780 года сменилась выпуском литературных стилизаций XVI—XVII веков, особенно испанских: «Амадиса», «Тиранта Белого» и прочих. Испанским рыцарским романам в серии было посвящено 3500 страниц, но из «Дон Кихота» был опубликован отрывок в 51 страницу.

#### Исторические романы
Содержание этого раздела определялось сравнительно долго. В выпусках 1775 года соседствовали «Триумф девяти доблестей» XV века и «Тайная история галантных дам древности», «Жизнь Кира Великого» Скюдери. В течение 1776 года публиковались пять романов мадам де Вийдье, посвящённые жизни Аспазии, Овидия, Катулла и других древних. С 1777 года было принято решение публиковать романы по царствованиям французских монархов от Гуго Капета; до Филиппа Красивого добрались в январском выпуске 1778 года. Каждому монарху соответствовали исторические справки и аннотации романов. После февральского выпуска 1779 года строгий хронологический порядок не применялся. Самой объёмной публикацией стала сокращённая трёхтомная версия «Кассандры» Ла Кальпренеда (выпуски октября — ноября 1780 года). Помимо французских романов, в «Библиотеке» оказались истории Эдуарда I Английского и битвы испанцев и мавров, «История трёх знаменитых самозванцев» Джона Ивлина или «Тайная история королевы Зары» миссис Мэнли. Содержание «Библиотеки» отражало и события реального мира: вести о Лаперузе вызвали публикацию «Истории севарамбов». Между июлем 1779 и февралём 1783 года в «Библиотеке» увидели свет пятнадцать сборников анекдотов, одновременно мелодраматических и сентиментальных, посвящённых разнообразным событиям истории Германии, Англии и в особенности Италии.

#### Иностранные романы
Изначально в античном разделе публиковались «экстракты» и комментарии из Парфения, Лонга, Гелиодора; ряд латинских писателей был намного шире, включая Апулея и «Утопию» Томаса Мора. После превращения античного раздела в переводной (не-французский), границы его устанавливались крайне причудливым образом, хотя общая тенденция представить основные европейские и восточные литературы прослеживалась отчётливо. В испанский раздел попал «Персилес» Сервантеса, итальянский — «Розалинда» Морандо. Редакторы откровенно признавали бессилие относительно скандинавских и славянских литератур, так как «не имеют возможности приобрести оригиналы и найти переводчиков». Была сделана попытка запустить серию «Современных латинских романов» XVII века, которая ограничилась всего двумя выпусками. В 1782 году в «Библиотеке» опубликовали Оссиана. Итальянские авторы были представлены именами Тассо, Боккаччо (пять произведений), Пона, Саннадзаро, Лоредано, реже — современными на тот момент (Пиньотти, Альгаротти): всего 31 итальянский писатель. Между 1779 и 1787 годами в «Библиотеке» были опубликованы рефераты и выдержки из десяти испанских и португальских писателей, включая Лопе де Вега, Кортириала, Монтальвана. тексты Из 3200 страниц английских авторов, 2400 занимали произведения XVIII века. Из 35 произведений немецкой литературы (2000 страниц) 12 принадлежали перу Виланда.

#### Любовные романы
Данный класс характеризовался как «бесконечно многообразный», и официально был включён в библиотеку в октябрьском выпуске 1781 года. После многих экспериментов, в 1778 году в «Библиотеке» опубликовали специально подготовленный сборник «История Агнессы Сорель». Долгое время в разделе преобладала прециозная литература, в августе 1780 года последовала публикация Мариво и постепенно началось знакомство публики с французскими писателями первой половины XVIII века, включая мадам де Тенсен, Кребийона-сына и других. По-видимому, именно Ж.-Ф. Бастид «открыл дорогу» французской литературе 30—40-летней давности (на момент издания «Всеобщей библиотеки романов»). В 1783 году впервые увидел свет материал о Лоазеле де Треогате — в том же году, когда увидел свет его роман «Дольбрёс». Далее эта тенденция продолжилась: в серии появились тексты современников — мадам де Кольвиль или Ретифа де ла Бретона, и даже посмертная публикация «Исмении» Монтескьё. Кроме того, в период 1781—1786 годов Бастид опубликовал множество новелл, изначально помещённых в периодические издания, которые он редактировал, например, произведения Ги де Монтаньяка, хотя авторство множества текстов не установлено. BUR популяризировала несколько ходячих мотивов и тем, в известном смысле, опередив своё время. Например, в нескольких выпусках «эксплуатировалась» (по определению А. Мартина) история женщины, которая теряет рассудок в результате романтического разочарования.

#### Моральные романы
Данный класс просуществовал относительно недолго и претерпел меньше изменений, нежели рассмотренные выше. Открывался он «Историей Варлаама и Иосафата» (VIII века в ренессансной переработке), далее увидел свет «Телемах» Фенелона и даже «Киропедия». В мартовском выпуске 1776 года поместили поучительный роман епископа Камю. В данный класс вошла «Аргенида» Барклая и даже описание серий картин Хогарта. Сюда же попали советы по искусству сохранения красоты (перевод с датского) и длиннейшая история Агасфера. В период 1785—1786 годов в данном классе оказалась «Южная известная земля» Габриэля де Фуаньи, переименованная в «Аллегорические новеллы».

#### Романы сатирические и комические
Эталоном жанра в данном классе был заявлен античный «Сатирикон», однако далее в «Библиотеке» последовали публикации текстов Фюретьера и Скаррона, и даже «Гаргантюа и Пантагрюэль». В 1777—1781 годах в «Библиотеке» не публиковались романы этого класса, впрочем, после выхода «Комической истории Франсиона» последовал перерыв до 1786 года. Тогда вместе с текстами Агриппы Д’Обинье был опубликован грамматический трактат XV века.

#### Новеллы
Подавляющее большинство произведений малого жанра из представленных в «Библиотеке», вышли в течение 1777 года. Три статьи подряд были посвящены анонимному сборнику «Новелл о Елизавете, королеве Английской», также публиковался «Гептамерон» Маргариты Наваррской, новеллы Скаррона, мадам де Вийдье, мадемуазель Скюдери и мадам де Гомес.

#### Романы о чудесах
Данный раздел включал как легенды о фее Мелюзине и сказки Перро, так и «воображаемые путешествия», например, «Государства Луны» Сирано де Бержерака (сопровождаемые биографией автора). Далее последовал перерыв с 1777 по 1787 годы, и лишь в январском и мартовском выпусках за 1787 год класс был возобновлён романом мадам де Мюрат и сатирой Борделона — переработкой «Гулливера». В том же году деление текстов на классы окончательно прекратилось, хотя впоследствии принадлежность иногда указывалась в заголовках статей.

#### «Всеобщая библиотека романов» после 1787 года
В апрельском выпуске 1787 года впервые используется термин «философский роман» («Сон мудреца» и «Критическая история души»); вероятно, он должен был заменить громоздкое определение «Роман духовный, моральный и политический» (оно применялось в октябрьском выпуске 1787 года к «Приключениям Эвформиона» Мопертюи). Поменялось значение сочетания «исторический роман». В том же 1787 году было опубликовано всего два героических романа; «Клеопатра» Ла Кальпренеда в 1789 году заняла почти четыре выпуска. «Робинзон Крузо» Даниэля Дефо появился в «Библиотеке» через три года после «Истории севарамбов». Изредка печатались «современные латинские романы», включая «Эвформионова Сатирикона» Барклая, и на краткое время возродился античный раздел — были опубликованы тексты Лукиана. Параллельно происходит существенное обновление стратегии отбора текстов: в начале 1789 года была опубликована «Песнь о Нибелунгах»; ранее увидели свет несколько немецких «предромантических» произведений и английских романов.

## Средневековые тексты в составе «Библиотеки»
Маркиз де Польми принадлежал к разряду «дворянства шпаги», и в его роду было особое отношение к средневековью. Фонтенель в панегирике по случаю смерти Марка-Рене де Войе де Польми д’Аржансона (деда основателя «Библиотеки»), произнесённому в Академии в 1721 году, особо отмечал, что корни его рода восходят к эпохе Каролингов. Граф д’Аржансон — дядя маркиза — был лично знаком с Вольтером и Дидро, и финансировал издание «Энциклопедии». В 1731 году Рене-Луи де Трессан участвовал в «Клубе на антресолях», где познакомился с Монтескье. Как отмечала Вероника Сигу, именно в средневековом разряде «Всеобщей библиотеки романов» с наибольшей силой ощущается воздействие просветительской философии и научные задачи издания. Редакторы «Библиотеки» занимались научной работой, исследовали рукописную традицию и сопоставляли печатные издания, работали с публикациями антикваров XVI—XVII веков и изданиями Академии надписей и изящной словесности. Эти задачи встали в полной мере при наполнении разряда рыцарских романов, которые с XVI века почти исчезли из круга текстов, распространяемых французскими типографами. Ангус Мартин за всю первую половину XVIII века насчитал не более двадцати изданий полных средневековых текстов любой тематики. Редакторы «Библиотеки» тоже обращались к средневековым первоисточникам — прежде всего хроникам и эпической поэзии. Одним из первых в серию попал «Персеваль, или Повесть о Граале», извлечения из которого печатались дважды: в ноябрьских выпусках 1775 и 1783 годов, то есть до и после ухода маркиза де Польми из редакции; оба раза воспроизводилось одно и то же предисловие. Из него следует, что публикаторы располагали двумя рукописями, но в основу положили печатное издание — «Малое фолио» 1530 года (стихи в нём перелагались прозой), которое само по себе являлось величайшей редкостью. После разрыва с маркизом редакторы задействовали серию Bibliothèque bleue, о чём прямо говорится в предисловии к «Петру Провансальскому и прекрасной Маргелоне» (август 1779). Использование печатных текстов экономило время и силы членов редакции, избавляя их от долгой и трудоёмкой работы по прочтению рукописи и перевода архаического текста на удобопонятный широкой публике язык. В предисловии к «Тиранту Белому» (октябрь 1783 года) явно наблюдается, по выражению В. Сигу, «легкомысленное отношение к источникам», хотя там упоминается вальядолидское фолио 1511 года (известное Сервантесу) и итальянский перевод Манфреди (Венеция, 1538). На самом деле экстракт основан на сильно переделанном французском издании графа де Кейлюса, оттуда же взят материал для предисловия к отрывку, включая цитату из «Дон Кихота», заметно сокращённой издателем. Кейлюсу ещё не была известна оригинальная каталонская версия 1490 года.
По мнению Вероники Сигу, «Всеобщая библиотека романов» знаменовала переломный момент в истории французской культуры, когда полное отторжение средневековья как моральной и политической модели (монархии и сословного общества и католической религиозности) сменилось на его интеграцию, особенно с выразительной точки зрения. Средневековье постепенно превращалось в эпоху становления французской национальной государственности. Облик средневековья в библиотеке-серии ярко выражает политический и идеологический контекст своего времени. С точки зрения истории идей «Библиотека» подготовила моду на средневековье эпохи романтизма и идеологию медиевализма, пропагандируемую после реставрации Бурбонов. Маршанжи, печатая в 1813 году «Поэтическую Галлию», воспроизводил предисловия Польми и Трессана целыми страницами, повторяя, что средневековая литература ценна «разнообразием образов, изображением чудес, аллегории в которых скрывают истину, украшенную изощрённостью воображения, заповедями учтивости, чести, верности и скромности, от которых рыцари никогда не отступают». Уже создателям «Библиотеки» было очевидно, что современная им культура и литература не восходит непосредственно к античности, особенно это касается романтического эпоса, не имевшего аналогов в греко-римской культуре, и представляющего «в высшей степени французский жанр». Встречаются, впрочем, и мнения, что отсылки к средневековью в культуре XVIII века являют собой последние всполохи антикварианизма, а медиевализм — в полной мере детище XIX столетия. Несомненно, что «Библиотека» сыграла ключевую роль в укоренении идеи, что Средние века — это колыбель современной Франции, часть единой французской истории, которая может быть задействована в актуальном контексте.

## Читатели и подписчики
Как отмечала Анн Сови-Уилкинсон, исследование истории издания «Всеобщей библиотеки романов» — исключительно сложная задача, ибо почти невозможно установить точный список подписчиков, выделив внутри этого списка группу лиц, которые стали приобретать выпуски позднее начала издания, но желали докупить недостающее. Нередки были случаи потери томов при пересылке; поэтому издатели предоставляли возможность выкупа ранее опубликованных томов, иногда по сниженным ценам. Ангус Мартин задавался вопросом, насколько содержание «Библиотеки» соответствовало вкусам и читательским ожиданиям публики XVIII века. Начиная проект «Всеобщей библиотеки», её создатели ориентировались на те же социальные круги, в которых имела успех «Энциклопедия» (подписные листы которой утеряны). Иными словами, речь шла об образованной аудитории буржуазного происхождения, в меньшей степени — о дворянстве и духовенстве. В документации и переписке редакторов-составителей «Библиотеки» упоминаются и «дамы». Бастид в одном из частных писем 1777 года явно упоминал, что ориентировался на женскую аудиторию, заявляя некой даме, вероятно, предоставившей рукопись или книгу для перепечатки: «Ваш пол является объектом моей работы». Апрельский выпуск 1777 года прямо посвящался «французским дамам», а введение в средневековую литературу де Трессана в мартовском выпуске 1779 года было облечено в форму письма дочери. Редакционное обращение декабря 1777 года прямо заявляло, что «Библиотека» должна иметь равное число читателей-мужчин и читательниц-женщин.
Архивные документы свидетельствуют, что к августу 1785 года на «Библиотеку» подписалось около 1000 человек и явно имелась тенденция к увеличению. Издательство на тот период было отягощено долгом в 193 050 ливров, располагая лишь 20 тысячами книг в библиотеке (оценёнными в 30 тысяч ливров) и оборудованием на сумму 7000 ливров. К июню 1787 года долг издательства достиг 335 735 ливров, немалую долю в котором составляли личные нужды Бастида, например 7000 ливров галантерейщику, 10 000 ювелиру, 5 000 — зубному врачу. Лучшим источником, нежели дела о взыскании долгов, являются реестры подписчиков. Таковых сохранилось три. Первый, начатый 1 июля 1776 года и оканчивающийся в июле 1779 года, охватывает имена абонентов из провинции и не обозначивших место жительства. Второй, касающийся только парижских подписчиков, датирован июлем 1779 — июлем 1780 годов. Третий, касающийся переписки с подписчиками Парижа и провинции, начат 10 марта 1777, и оканчивается маем 1779 года. Анализ этих материалов показывает, что некоторые подписчики продлевали заявки каждый год, некоторые отказывались, некоторые подписывались заново и просили выслать недостающие выпуски, каждый из которых был самодостаточен. Очевидно, что имена некоторых подписчиков не сохранились, ибо они действовали через посредников. Реестры нередко велись небрежно или малограмотными конторщиками, из-за чего написание имён одних и тех же людей варьировалось, подчас причудливо. А. Сови-Уилкинсон установила точно 2919 имён подписчиков, их социальный и имущественный статус, утверждая, что данные материалы позволяют оценить успешность издательской стратегии «Библиотеки».
Из 2919 подписчиков, установленных А. Сови-Уилкинсон, 1346 или 46 % относились к дворянскому сословию; из этих 1346 персон возможно установить титул и профессиональный статус у 489. Одним из самых высокопоставленных абонентов являлся маркиз д’Орбессан, почетный председатель парламента Тулузы. Священнослужителей в списке 123 (4 %), в том числе 17 епископов и кардинал де Роган. Женщин в списке 602 человека, но, вполне вероятно, что многие подписчики-мужчины оформляли доставку выпусков «Библиотеки» для жён или дочерей. Имеются примеры того, что подписка, оформленная на имя мужа, на следующий год продлевалась на имя жены и наоборот. Следует иметь в виду, что 710 имён (24 %) в реестрах вообще лишены титула, обозначения профессии или социальной принадлежности. 195 фамилий (6,5 %) представляют посредников — книготорговцев, переплётчиков и даже книгонош. На одну фамилию в этой группе приходится несколько подписок; например, в январе 1779 года книгопродавец Онфруа заказал три подписки, а в июле того же года уже семь, но нельзя установить, для кого именно. Подавляющее число имён в сохранившихся списках — парижане; при пересечении разных списков можно выявить 644 фамилии провинциалов (22 %). Соотношение парижан и провинциалов не может считаться точным, ибо для доставки книг за пределы Парижа полагалась 33 % наценка; покупатели стремились экономить. Кроме того, часть абонентов-провинциалов проводили зиму в Париже и указывали столичный адрес, меняя его, когда продлевали подписку. Часть знатных и богатых подписчиков из столицы, напротив, удалялись в свои родовые замки или загородные дома, также усложняя картину.
Иностранных заказчиков в уцелевших реестрах всего 46 (1,5 %), но и это число не вполне представительно. 11 человек представляли Швейцарию, Нидерланды — 10, итальянские государства — 6, Англию — 5, германские королевства и княжества — 3, и Россию — один человек (некая мадам Розетта из Санкт-Петербурга). В Швейцарии представлена в основном Женева, книготорговец из которой иногда заказывал до 12 экземпляров одного выпуска. Купец Флон из Брюсселя подписался на 15 экземпляров каждого выпуска, а торговец книгами Детюнес из Гааги заказал по 13 экземпляров. В Италии супруги граф и графиня Седе-Зеноблио попеременно подписывались на «Библиотеку» из года в год. Из политических деятелей за пределами Франции подписку оформили также губернатор Гваделупы и великий магистр Мальтийского ордена.
В сохранившихся списках абонентов зафиксированы имена 11 академиков, из которых трое представляли Французскую академию, четверо — Академию наук, по одному представителю от Академии надписей и изящной словесности и Королевской музыкальной академии. Также подписались провинциалы: академик Шассирон из Ла-Рошели и Одибер из Марселя. Епископы представляют епархии Экса, Авранша, Байонны, Блуа, Каора, Каркассона, Дижона, Мирпуа, Нарбонна, Трегье, и многие другие. Вполне возможно, что ещё некоторые клирики такого же ранга подписывались через книготорговцев.
Состав книготорговцев позволяет «выйти» на самые разные социальные слои и сообщества. В списках подписчиков значится месье Мутар с улицы Матюрен, — поставщик французской королевы. Купец Блезо из Версаля подписывался на 29 экземпляров, предназначенных, вероятно, для придворных. Торговец Барбу с той же улицы Матюрен заказал всего 2 экземпляра, но при этом представлял интересы книготорговцев Тулузы и Сент-Омера. Мадам Савойя с улицы Сен-Жак оформила две подписки, при этом представляя интересы поставщиков за границей: Дюфура в Маастрихте (17 экземпляров), Фонтена в Мангейме (8 экземпляров) и Россе в Лионе (22 экземпляра). Это не единичные примеры.
Судя по каталогу Б. Л. Модзалевского, почти полный комплект «Всеобщей библиотеки романов» представлен в книжном собрании А. С. Пушкина (№ 640—654). Происхождение его не изучалось. Публикатор отметил, что выпуски «совершенно свежие, не читанные или мало читанные». В библиотеке содержались практически все тома: от июльского 1775 года (то есть половина всех выпусков за этот год) до завершающего июньского тома 1789 года с оглавлением. Следы работы с текстами (закладки) присутствуют лишь в первом выпуске пятого тома за 1776 год с «Юным Алкидианом» мадам де Гомез, элегией Тибулла и «Изгнанниками Августовского двора» мадам де Вийдье.

## Издания
- Bibliothèque universelle des romans (фр.). 15 années disponibles — 216 numéros. Gallica (1775—1789). Дата обращения: 23 февраля 2017.
- A New and Complete Collection of Interesting Romances and Novels translated from the French by Mr. Porney, teacher of French language at Richmond, Surreyet : A New Treasure of Knowledge and Entertainment being a translation of that celebrated periodical work now being published in France under the title of Bibliothèque universelle des Romans :  [англ.]. — London : Alex Hogg, 1780. — Vol. 1—2.
- Biblioteca universale dei romanzi opera periodica in cui si dà l’analisi ragionata dei romanzi antichi, e moderni, con aneddoti e notizie storiche, e critiche, le quali riguardano gli autori, e le loro opere, i costumi, gli usi de’ tempi, le circostanze particolari, e relative, e le persone conosciute, trasfigurate, o emblematiche :  [итал.]. — Milano : Presso Giuseppe Galeazzi, 1790. — Vol. 1—7.
- Bibliothèque universelle des romans :  [фр.]. — Genève : Slatkine Reprints, 1969. — Vol. 1—28. — Each page represents 4 pages of the original.

### Комментарии
1. ↑  Полное заглавие: фр. Bibliothèque universelle des romans, ouvrage périodique, Dans lequel on donne l'analyse raisonnée des Romans anciens et modernes, François, ou traduits dans notre langue ; avec des Anecdotes et des Notices historiques et critiques concernant les Auteurs ou leurs Ouvrages ; ainsi que les mœurs, les usages du temps, les circonstances particulières et relatives, & les personnages connus, déguisés ou emblématiques, — «Всеобщая библиотека романов, издание периодическое, в коем мы даём систематический анализ древних и современных романов, как на французском, так и в переводе на наш язык; с присовокуплением анекдотов и исторических свидетельств и критических заметок об авторах и их произведениях; о нравах и обычаях тех времён, а также обстоятельствах общих и частных, и толкованием персонажей, сокрытых или эмблематических»[1].